# Langaha listonosá
Langaha listonosá je had z čeledi užovkovití, jedná se o madagaskarský endemit. Je dlouhá (70–90 cm) a štíhlá, se kýlnatými šupinami. Samec i samice mají na čenichu zvláštní výrůstek. U samce je to dlouhý, měkký trn. Výrůstek samice je komplikovanější a připomíná ze strany stlačené poupě nebo jedlovou šišku. Tato okrasa pomáhá langaze při maskování, takže zůstane-li v klidu, stává se neviditelnou pro případné lovce, tak pro kořist. Samec se od samice liší i ve zbarvení. Samec je ze svrchu hnědý a zespodu žlutý a tyto dvě barvy má oddělené proužkem. Samice je světle šedá, se světle šedými sedly. Přestože o způsobu života langahy listonosé je toho známo velmi málo, ví se, že žije na stromech, kde loví ještěry.
V Česku langahy chová a vystavuje např. ZOO Dvůr Králové.

## Výskyt
Žije téměř na celém Madagaskaru. Obývá lesy a lesnatou krajinu.